# Thaddeus Mason Harris

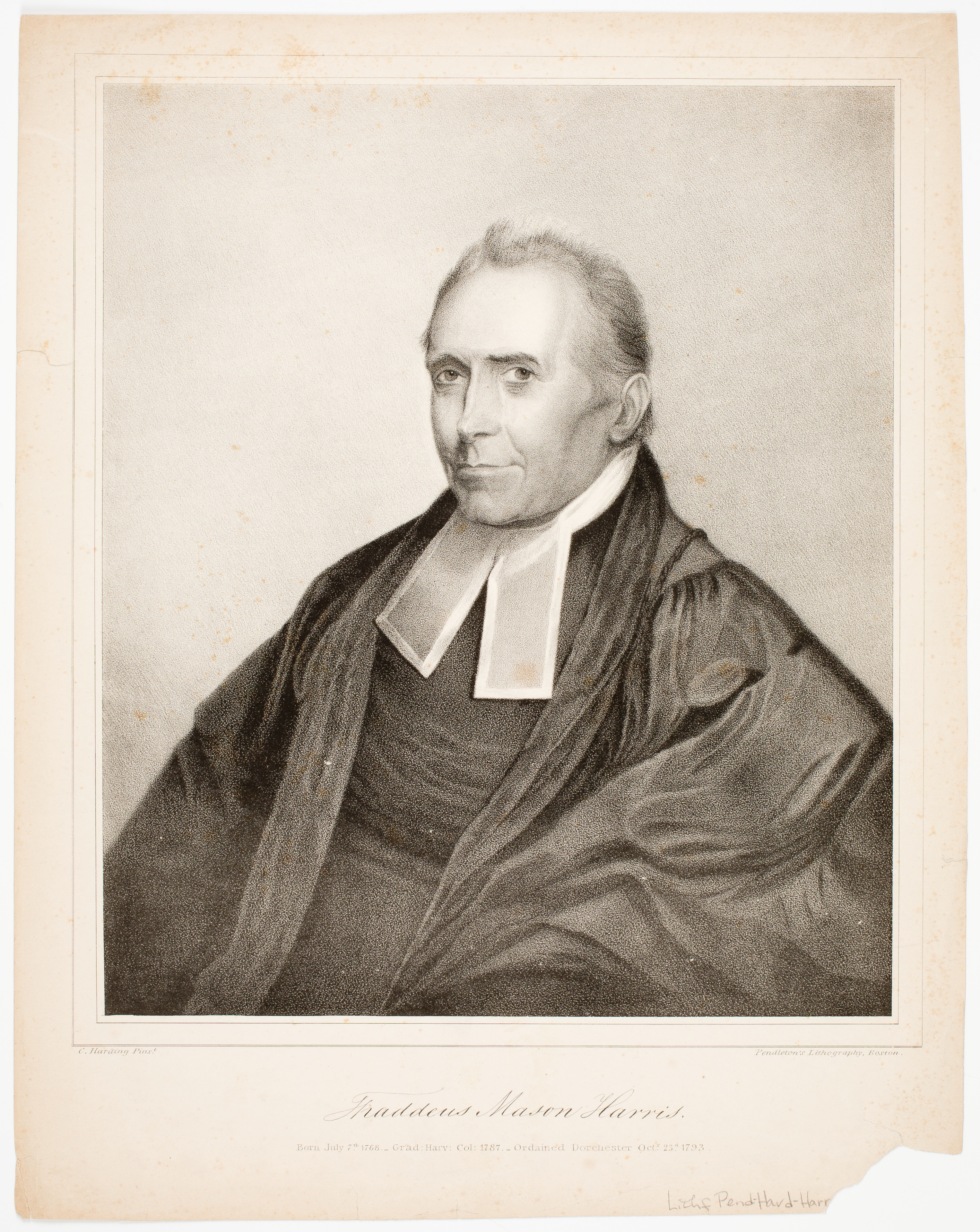
Thaddeus Mason Harris, ca. 1830

Thaddeus Mason Harris (* 7. Juli 1768 in Charlestown bei Boston, Province of Massachusetts Bay; † 3. April 1842 in Dorchester, Massachusetts) war ein US-amerikanischer Bibliothekar und Geistlicher.
Harris erlebte als kleiner Junge die Verwüstung seines Geburtsortes im Amerikanischen Unabhängigkeitskrieg (Schlacht von Bunker Hill). Er schloss sein Studium am Harvard College 1787 ab und arbeitete zunächst als Lehrer in Worcester, Massachusetts. Eine Pockenerkrankung verhinderte, dass Harris Privatsekretär von George Washington wurde. 1791 erhielt er stattdessen die Stellung als Bibliothekar des Harvard College. Er wurde im selben Jahr Gründungsmitglied der Massachusetts Historical Society und Assistent ihres Präsidenten, Jeremy Belknap. In Cambridge besuchte Harris Kurse in Theologie und wurde am 23. Oktober 1793 in der kongregationalistischen First Unitarian Church von Dorchester ordiniert. 1813 erhielt er einen D.D. (Doctor of Divinity).
Mehrere seiner Gedichte, Reiseberichte, Reden und Predigten wurden gedruckt, außerdem veröffentlichte Harris 1801 eine Schrift über die Vorzüge der Freimaurerei, 1821 die Natural history of the Bible, die mehrere Auflagen erlebte und ins Deutsche übersetzt wurde, und 1841 eine vielbeachtete Biographie James Oglethorpes. 1839 ging Harris aus gesundheitlichen Gründen als Geistlicher in den Ruhestand.
1806 wurde Harris in die American Academy of Arts and Sciences gewählt, 1812 in die American Antiquarian Society.
Harris’ Sohn, Thaddeus William Harris (1795–1856), war Entomologe und ebenfalls Bibliothekar in Harvard.